# Sindora siamensis
Sindora siamensis är en ärtväxtart som beskrevs av Friedrich Anton Wilhelm Miquel. Sindora siamensis ingår i släktet Sindora och familjen ärtväxter. IUCN kategoriserar arten globalt som livskraftig.

## Underarter
Arten delas in i följande underarter:
- S. s. maritima
- S. s. siamensis